# Kapelgo-Tangaye
Kapelgo-Tangaye est une localité située dans le département de Kossouka de la province du Yatenga dans la région Nord au Burkina Faso.

## Géographie
Kapelgo-Tangaye est situé à 3 km au nord du centre de Kossouka, le chef-lieu du département, et de la route nationale 15 et à 10 km au sud-est de Séguénéga.

## Santé et éducation
Le centre de soins le plus proche de Kapelgo-Tangaye est le centre de santé et de promotion sociale (CSPS) de Kossouka tandis que le centre médical avec antenne chirurgicale (CMA) de la province se trouve à Séguénéga.